# Orthocladius patagonicus
Orthocladius patagonicus är en tvåvingeart som först beskrevs av Edwards 1931.  Orthocladius patagonicus ingår i släktet Orthocladius och familjen fjädermyggor. Inga underarter finns listade i Catalogue of Life.